# Éric de Rothschild
Éric Alain Robert David de Rothschild (* New York, SAD, 3. listopada 1940.), francuski bankar, poduzetnik i filantrop židovskog porijekla. Član je francuske linije utjecajne i bogate bankarske obitelji Rothschild.

## Životopis
Rodio se kao drugo od troje djece i prvorođeni sin u obitelji baruna Alaina de Rothschilda (1910. – 1982.) i Mary Chauvin du Treuil (1916. – 2013.). Djed mu je bio Robert de Rothschild (1880. – 1946.), predjed Gustave Samuel de Rothschild (1829. – 1911.), a stric Élie de Rothschild (1917. – 2007.). Rodio se u New Yorku, kamo je bila izbjegla njegova majka po izbijanju Drugog svjetskog rata, kako bi sklonila obitelj pred ratnim strahotama i progonom Židova. Njegov je otac ostao u Francuskoj, gdje su ga zarobili njemački nacisti i oslobođen je tek na završetku rata.
Poslije završetka rata, njegova se obitelj vratila u Francusku. Obrazovao se u međunarodnim školama u Parizu i Engleskoj, da bi potom studirao inženjerstvo na Švicarskom federalnom institutu tehnologije (ETH) u Zurichu. Prvo radno iskustvo imao je u obiteljskoj brodarskoj firmi Saga. Tijekom 1970-ih prebacio se u obiteljsku Banque Rothschild, gdje se usmjerio na korporacijsko poslovanje, da bi se kasnije opet vratio na čelnu poziciju u Sagi.
Godine 1982. francuski predsjednik François Mitterrand nacionalizirao je obiteljsku banku pa su Éric i njegov rođak David René de Rothschild (r. 1942.) pokrenuli novu uslužnu financijsku firmu pod nazivom PO Gestion, koja1984. godine nije uspjela dobiti bankarsku dozvolu za rad. Promjenom vlasti na čelu države, ishodovala je sve potrebne dozvole te je od listopada 1986. godine djelovala pod imenom Rothschild & Associés Banque, koje je kasnije promijenjeno u Rothschild & Cie Banque.
Od 2004. godine, Éric je bio predsjednik uprave Paris-Orléans SA. Njegov rođak David René i on predvodili su spajanje francuske i engleske bankarske kuće, koje je bilo dovršeno 2008. godine i nova je banka dobila ime Rothschild & Co.
Éric je služio kao predsjednik uprave Wealth Management & Trust Business i Rothschild Bank Zurich (RBZ) od 2000. godine do umirovljenja u prosincu 2014. godine.
Godine 1974. preuzeo je od strica Éliea de Rothschilda upravu nad vinogradarskim imanjem Château Lafite-Rothschild.

### Privatni život
Godine 1983. oženio je Mariju Beatrice Caracciolo di Forino (r. 1955.), s kojom ima troje djece:
- James Alain Robert Alessandro de Rothschild (r. 1985.)
- Saskia Anna Esther Maria del Mar de Rothschild (r. 1987.)
- Pietro Noé Gennaro de Rothschild (r. 1991.)

Počasni je predsjednik Velike sinagoge u Parizu, a od 2001. godine je predsjednik Mémorial de la Shoah, muzeja posvećenog holokaustu u Francuskoj.